# Cecília Dassi
Cecília Dassi (Esteio, 6 dicembre 1989) è un'attrice brasiliana famosa per le sue partecipazioni nelle telenovele di Rede Globo.

## Carriera

### Televisione

#### Attrice

##### Telenovelas
- Soltanto per amore (Por Amor) (1997)
- Suave Veneno (1999)
- A Padroeira (2001)
- O Beijo do Vampiro (2002)
- Alma Gêmea (2005)
- Sete Pecados (2007)
- Três Irmãs (2008)

##### Miniserie
- O Quinto dos Infernos - principessa Maria da Glória (2002)

##### Diversi
- A Comédia da Vida Privada (episodio: Parece que foi ontem) (1996)
- Você Decide (episodio: Um mundo cão) (1996)
- Bambuluá (2000)
- Milênio: Show da Virada - partecipazione speciale (2000)

#### Presentatrice
- TV Globinho (2004-2005)

### Cinema

#### Lungometraggio
- A Guerra dos Rochas (2008)

### Teatro
- 2003 - Branca de Neve
- 2004 - Com Brinquedo só se Brinca

## Premi e Candidature
- Prêmio Contigo!
  - 1998 Miglior attrice bambina, per Por Amor.[1]
  - 2003 Miglior attrice bambina, per O Beijo do Vampiro.[2]
  - 2006 Miglior attrice bambina, per Alma Gêmea.[3] Nomination
- Prêmio FestNatal
  - 1997 Miglior attrice rivelazione, per Por Amor.[4]
- Prêmio Master
  - 1997 Miglior attrice rivelazione, per Por Amor.[4]
- Troféu APCA
  - 1997 Miglior rivelazione, per Por Amor.[5]
- Troféu Imprensa
  - 1997 Rivelazione dell'anno, per Por Amor.[6] Nomination